# Peder Törnsköld
Peder Andersson Törnsköld, tidigare Andersson, född 4 maj 1578 i Ekeby församling, Östergötland, död 23 november 1642 i Stockholm, var en svensk ämbetsman. 

## Biografi
Törnsköld föddes 1578 på Ekeby prästgård, Ekeby församling i Östergötland som son till kyrkoherden Andreas Laurentii och Kerstin Olofsdotter. Under sin uppväxt studerade han vid Linköpings skolor och Vadstenas skolor. Han blev student vid Uppsala universitet 1599 och därefter kammarskrivare i räknekammaren år 1601. Törnsköld anställdes som kamrer hos hertig Johan av Östergötland 1608 och sedan kamrer i Stockholms räknekammare 1618. Han blev kunglig räntmästare 26 november 1623. Han adlades Törnsköld 27 april 1635 och introducerades samma år på Sveriges riddarhus på nummer 234. Törnsköld blev assessor i kammarrevisionen 14 februari 1636. Han avled 1642 i Stockholm och begravdes 2 december samma år i Kimstads kyrka.
Törnsköld var ägare av Grönlunds säteri i Åsbo socken.[källa behövs] Törnsköld ägde gårdarna Rundstorps säteri, Forsby säteri och Tångestads säteri i Kimstads socken.

### Familj
Törnsköld gifte sig första gången 1604 med Brita Clemensdotter (1588–1616). Hon var dotter till kyrkoherden Clemens Laurentii Gevaliensis och Dorotea Pedersdotter Grubb i Vadstena församling. De fick tillsammans barnen Christina Törnsköld som var gift med residenten Johan Strömfelt, Catharina Törnsköld (1610–1687) som var gift med borgmästaren Peder Strömberg, två söner, två döttrar och landshövdingen Jakob Törnsköld (1613–1674).
Törnsköld gifte sig andra gången 30 mars 1617 med Anna Coyet (1585–1618). Hon var dotter till myntmästaren Julius Coijet den äldre. Anna Coyet var änka efter myntmästaren Antonius Grooth. Törnsköld och Coyet fick tillsammans sonen Clement (1618–1618).
Törnsköld gifte sig tredje gången 8 augusti 1619 med Vendla Mårtensdotter (död 1650). Hon var dotter till borgmästaren Mårten Olofsson och Brita Hansdotter i Stockholm. Vendla Mårtensdotter var änka efter rådmannen Lars Hindersson i Stockholm. Törnsköld och Vendla Mårtensdotter fick tillsammans barnen ett barn (född 1621), Anna Törnsköld (född 1622), kommendanten Mårten Törnsköld (1625–1657) i Lowitz och Brita Törnsköld (1626–1693) som var gift med assessorn Måns Ekegren och översten Jakob Hilchen.